# Alhousseini Anivolla
Alhousseini Mohamed Anivolla (* 1973) ist Desert-Blues-Gitarrist und Komponist aus dem Niger.

## Leben
Alhousseini Anivolla, wie er sich kurz nennt, gehört zum Volk der Imuhar oder Kel Tamashek, populär bekannt als Tuareg. Diese Bezeichnung lehnt er selber wegen ihrer Negativkonnotation aber ab. Als Sohn von Nomaden erlebte er Kindheit und Jugend in der Sahara, hütete Ziegen und Kamele. Bedingt durch Dürre siedelte die Familie 1987 in die Hauptstadt Nigers, Niamey, um. Hier brachte er sich autodidaktisch Gitarre bei und wurde schnell zu einem begehrten Begleitgitarristen anderer Wüstenbluesgitarristen wie Abdallah Oumbadougou und der Gruppe Tinariwen.
1995–2004 schloss er sich der Band Etran N'Guefan/Niger an. Daraus wurde 2004 Etran Finatawa. 2004–2006 war er Gitarrist und Bassist sowie Sänger der Gruppe. Ab 2007 bis 2015 war er der Bandleader sowie Hauptsänger und Hauptkomponist des Ensembles. Mit Etran Finatawa tourte er zwischen 2004 und 2015 um den Globus. Seit 2012 verfolgt er eine Solokarriere und gründete sein neues Ensemble Anewal. Anewal bedeutet in seiner Muttersprache so viel wie der Wanderer. Es ist seinem Familiennamen Anivolla entlehnt. Seit 2009 arbeitete er immer wieder mit vielen internationalen Musikern zusammen: Guy Buttery, Eric Triton, Steve Newman, Malebo Mothema, Steven Sogo, Maarja Nuut und Huun Huur Tu und Girum Mezmur.
Alhousseini Anivolla hat zwei Solo-CDs veröffentlicht. Produzent war jeweils sein langjähriger Freund Colin Bass. 2020 hat er gemeinsam mit Girum Mezmur das Album „Afropentatonism“ veröffentlicht, das in der internationalen Presse hervorragende Kritiken erhalten hat.
Mit der Weitsicht eines weitgereisten Mannes nutzt der Künstler seine Musik, um auf der ganzen Welt auf den kulturellen Reichtum seines Volkes und der vielen Kulturen Nigers aufmerksam zu machen. In seinen Liedern so wie auch in seinen vielen Beiträgen in Interviews und Gesprächsforen warnt er vor dem Verlust der kulturellen Vielfalt auf der ganzen Welt. Kulturerhalt ist sein zentrales Thema. Er spricht von gesellschaftlichen Veränderungen, Klimawandel und den direkten Auswirkungen auf sein Volk. Mit großem Bedauern kommentiert er die Konflikte in der Sahara und ruft immer wieder zu Versöhnung und Frieden auf. Anivolla engagiert sich seit 2005 intensiv im Bildungsbereich. In Workshops in Schulen bringt er Kindern und Jugendlichen auf der ganzen Welt das Leben als Nomade nahe. Auch im eigenen Land sensibilisiert er Jugendliche für Traditionen und Identitätserhalt als Mittel im Kampf gegen die Armut.

## Diskographie
- 2012: Anewal, World Music Network, UK[4]
- 2017: Osas-It’s time im Eigenlabel Fidjomusic
- 2020: Afropentatonism, Piranha Records, Deutschland (gemeinsam mit Girum Mezmur)

## Auszeichnungen
- 2016 Afrika Festival Mamling, Österreich: Künstler des Jahres[5]